# 克拉克自由港区
克拉克自由港区（英語：Clark Freeport Zone），又稱克拉克經濟特區（英語：Clark Special Economic Zone，縮寫：CSEZ），位于菲律賓邦板牙省安赫萊斯市）西北部，是類似蘇比克灣特區的經貿重劃區。克拉克自由港區是原為美國空軍的克拉克空军基地拆遷歸還給菲律賓政府後改建而成的經貿發展特區，毗邻马巴拉卡特市，距離東南方的菲律賓首都马尼拉市约60公里。
一份规划面积4,400公顷核心区和27,600公顷次要区的主计划，将会把这一区域改造成为一个以机场为主导的高階資訊工業、航空及物流相关企业，旅游及其他行业的城市化地带。
區內設有迪奧斯達多·馬卡帕加爾國際機場。

## 外部連結
- （英文）克拉克自由港官方網站
- （繁體中文）蘇比克灣特區介紹（菲律賓觀光部在台辦事處）